# サイバーテロ
サイバーテロ（サイバーテロリズム、英: Cyberterrorism、あるいは、cyber-terrorism）とは、ネットワークに行われるテロリズムである。特に社会の基盤を陥れる行為。
サイバー攻撃と呼ばれる場合もある。日本においては、犯罪の様態としては電子計算機損壊等業務妨害罪、および威力業務妨害罪である。また民事損害賠償請求訴訟の訴因行為となる可能性がある。

## 定義
情報システム学の杉野隆によれば、ニッポニカを引用した上で、サイバー攻撃とサイバーテロは情報通信技術として同一で、個人あるいは組織のネットワークを機能不全させ、特定のサーバやデータベースを改竄、破壊するという意味では同一であるが、サイバーテロは与える社会不安が甚大とし、物理空間に及ぶ空港、発電所、政府・自治体の運用停止など、社会的影響力の大きいものをサイバーテロとしている。また警察庁では、政府機関等の重要インフラを持つ基幹システムがサイバー攻撃を受け、国民生活や社会経済活動に支障が生じる事態、としている。
サイバーテロに具体的な定義を定めるのが難しいのは、テロリズムを定義するのが難しいためである。また、メディアや解決策を販売するインターネットセキュリティ開発会社のこの用語の過剰使用についても議論されている。
サイバーテロを理解する一つは、テロリストが重要なインフラシステムをハッキングすることで、多数の人命の損害、世界的経済の混乱、環境破壊を引き起こす可能性である。 サイバーテロの本質として、コンピュータまたインターネット技術に関しての行為を含み、
1. 政治的、宗教的、またはイデオロギー的動機による
2. 政府または国民の一部を様々な程度で脅迫することを意図する
3. インフラへの深刻な支障を来す

「サイバーテロ」という言葉は様々な用途があるが、その使用には限界がある。インターネットビジネスへの攻撃はサイバーテロとされるが、それがイデオロギー的ではなく経済的な動機で行われた場合、それは通常サイバー犯罪とされる。条約において、「サイバーテロ」という呼称を個人、独立したグループ、または組織による行為に限定される。政府や国家によって行われるあらゆる形態のサイバー戦争は、国際法に基づいて規制され、処罰される。

Technolytics研究所はサイバーテロを
危害を加えたり、社会的、思想的、宗教的、政治的、または同様の目的を推進する意図を持って、コンピューターおよびネットワークに対して計画的、破壊的な活動を行ったり、その脅威を与えたりすること。または、そのような目的を推進するために人を脅迫すること
として、初めて国防文献に登場し、1998年にはアメリカ陸軍戦略大学の報告書に（「サイバーテロリズム」として）登場した。
アメリカの政策立案者を経済や国土安全保障などの問題で支援するために設立された組織、全米州議会議員連盟はサイバーテロを次のように定義している。

テロリストグループや個人が自らの目的を達成するために情報技術を利用すること。ネットワーク、コンピュータ・システム、通信インフラストラクチャへの攻撃を計画および実行するために情報技術を使用すること、電子的に情報を交換したり脅迫することとする。例えば、コンピュータ・システムへのハッキング、脆弱なネットワークへのウイルスの導入、ウェブサイトの改竄、DoS攻撃、電子通信によるテロの脅迫などがある

北大西洋条約機構（NATO）はサイバーテロを「恐怖を生じさせ、社会を脅迫してイデオロギー的目標を遂げる為に十分な破壊や混乱をもたらすために、コンピュータやネットワークを使用あるいは悪用するサイバー攻撃」と定義している。

アメリカの国家インフラ保護センターは、サイバーテロを
コンピューターおよび通信機能を利用して暴力、破壊、サービスの混乱を引き起こし、特定の標的に混乱と不安を与えて恐怖を煽らせ、政府や国民に対し政治的、社会的、イデオロギー的な議題に従わせる犯罪行為

連邦捜査局では、「サイバーテロ」を「情報、コンピュータシステム、コンピュータプログラム、およびデータに対する計画的、政治的動機による攻撃であり、言い換えれば、地方グループまたは秘密工作員が非戦闘員に暴力を振るうこと」と定義している。
これらの定義は、サイバーテロリズムを政治的またはイデオロギー的な傾向を持つものとして捉える傾向がある。議論の1つは、サイバーテロリズムと ハクティビズムの違いである。ハクティビズムは「ハッキングと政治活動の融合」である。どちらも政治的動機によりコンピュータを使用して、サイバーテロは主に加害のために使用される。コンピュータ上での暴力行為はサイバーテロ、あるいはハクティビズムのいずれかに分類できるため問題となる。

## サイバーテロ能力の種類
1999年、カリフォルニア州モントレーの海軍大学院のテロリズムと不正規戦争研究センターは、サイバーテロ能力の以下の3つのレベルを定義した
- 単純-非構造化: 他者が作成したツールで、個々のシステムに対して基本的なハッキングを実行する機能。組織は対象の分析、統制、あるいは、学習機能をほとんど持たない
- 高度な構造: 複数のシステムやネットワークに対してより高度な攻撃をする能力、基本的なハッキングツールを変更または作成する能力。組織は基本的な対象の分析、統制、学習能力を有する
- 複雑に統合: 統合された異種防御（暗号化も含む）に対して大規模な混乱を起こさせる、統合された攻撃を行う能力。高度なハッキングツールを作成する能力。高度な対象の分析、統制、および組織学習能力　[15]

サイバーテロはクラッカーが行うコンピュータウイルスの大量発信や大規模なクラッキング行為などを指すが、特に何等かの集団によって社会的・政治的理由に基づき発生すると考えられている。
日本では日中韓のナショナリストによるサイバー戦争が有名で、この他にも企業体質や特定団体の方策を批判してのDoS攻撃もしばしば見られ、これらではウェブサイトのアクセス超過による閲覧不可能な状態から、クラッキングによる改竄を受け、何等かのメッセージが残される場合もある。特に国家間や民族間の問題に絡んで行われる場合では、新聞のメディア各社や地方自治体など公共機関、さらには中小企業のサイトが攻撃され、改竄されると言った事件も発生している。
「サイバー攻撃」と呼ばれる場合は、概ねネットワークを介したクラッキング行為全般を指しており、思想信条を背景としたテロリストが行うテロ行為だけでなく、軍隊・情報機関による高度なクラッキング攻撃から、未成年者などの愉快犯が行う比較的軽度のものまで含まれ、その差異は定かでない。

### レイヤ2攻撃
サイバー攻撃はレイヤ3以上の攻撃だけではなく、レイヤ2レベルの攻撃もある。以下は主な攻撃名。
- MACアドレスフラッディング
- DHCPスプーフィング
- ARPスプーフィング
- IPスプーフィング
- STP攻撃
- VLANホッピング

## 懸念される問題
サイバーテロによって生じる被害は、主にウェブサイトの閲覧サービス機能を失わせること（DoS攻撃）や、ウェブページの改竄などである。DoS攻撃は、該当地域からのアクセスを遮断するなどして回避することが可能である。ページの改竄は、バックアップ・データの上書きによって復旧が容易であり、既知のセキュリティホールを塞ぐことによって再発がほとんど防止できると考えられている。
近年では社会の情報化によって、先進国はコンピュータとそれらを連接したネットワークが提供する多様なサービスに依存しており、特に金融や製造、輸送、情報通信といった社会の基幹的な分野のコンピュータが正常に動作しなくなると、社会全体が混乱すると懸念されている。現行では、金融や国防といった特に高い信頼性が求められる分野の通信網のほとんどがインターネットと分離されて運用されているイントラネットであるが、将来的にもこれらが外部ネットワークから侵入されないという保証はない。実際に、侵入を受けたこともある。実際の例としては、アメリカで電力施設が攻撃を受け、停電が起こった事例がある。侵入の手口としては、対象組織の中に協力者を確保し、USBメモリーやパソコンなどの外部媒体を故意に持ち込ませて内部に侵入する方法がある。また、対象組織の構成員がもつ私物のパソコンをインターネットで探し出し、それが各種の作業を行う際にイントラネットに接続されることを期待して密かにクラッキングしておき、間接的に内部に侵入する機会をうかがう手口も確認されている。
特に技術的な進歩が著しい分野でもあるので、そのブラックボックス化は避けられない部分も見られ、利便性の向上を求めて相互接続を行った際に、見落とされたセキュリティホールを突破されて攻撃を受ける懸念が残されている（住民基本台帳ネットワークシステム）。
近年では通常のテロリズムの問題もあり、省力化が可能なコンピュータを使っての攻撃も懸念される。アメリカ同時多発テロ事件のとき、ニューヨーク世界貿易センタービル破壊直前に不自然なデータの増加が見られ、同テロにはマネーロンダリング隠しの意図が在ったのではないかという憶測が流れた。同事件以降、金融関係の通信に監視を付けるべきだとする議論もあり、特に大規模な混乱を発生させる目的で行われるテロと並んで、サイバーテロに関する懸念も根強い。
また、近年では産業の自動化に伴って、これを制御するシステムをハッキングすることによる現実世界でのテロ行為が危惧されている。危険物や爆発物を扱う工場や発電所、あるいは多数の人が利用する交通機関や医療機関などの制御システムをハッキングして意図的に事故が引き起こされれば、甚大な被害につながる可能性がある。既にサウジアラビアの石油化学工場ではマルウェアによって安全システムがハッキングされる被害が発生しており、産業のインターネット管理に警鐘を鳴らす事態となっている。
今日では、ソーシャルメディア上でサイバーテロが目立つようになっている。
インターネットが拡大し続け、より複雑で相互依存的にコンピュータシステムがなり、より大きい責任を負うようになると、インターネットを介した破壊行為、テロ行為はより深刻な脅威になり、人類を滅ぼすトップ10の出来事の1つになる可能性がある。ダークウェブと呼ばれるインターネットの一部にアクセス出来ることで、人々はサイバースペース内において非常に簡単に違法行為に関われるようになる。(要登録)モノのインターネットは仮想世界と物理世界をさらに融合させると期待されTemplate:Quantify、 一部の専門家はこれを国家がテロリストの代理人を使って目的を達成する強い動機としている。
インターネット依存は世界規模で急速に高まり、国家安全保障への直接的な脅威となる国際的サイバーテロが計画され実行されるプラットフォームが組まれている。テロリストにとって、サイバー攻撃は物理的な攻撃に比べて明確に有利とされる。遠隔且つ偽名、そして安上がりで実行でき、武器、爆発物、人員にかかる資金を必要としない。影響は広範囲であり深刻で、サイバーテロ事件は増加する可能性がある。これらは、DoS攻撃、マルウェア、および今日では想像が難しいその他の方法で行われることが予想される。一例として、ISILとオンラインソーシャルネットワークのTwitter、Google、Facebookに関連する死亡事件が提示できる。これらの事件により、各企業に対して法的措置が取られ、最終的には訴訟に至った。

イランと北朝鮮によるサイバー攻撃の関連記事で、ニューヨーク・タイムズは

デジタル兵器の魅力は核兵器の魅力と似る。それは対等な立つ手段として兵器あるいは資金で劣勢である国によって使用されることである。劣勢である国々は、核兵器の開発と同じ方法でサイバー兵器開発を推進している、と戦略国際問題研究所のJames A. Lewisは言及する。「旧式で最先端ではないが、十分なものであり、各国はそれを手にすることに全力で取り組んでいる」

としている。加えて、サイバーテロは否定的な感情を招くことも報告されている。研究ではサイバーテロは怒りやストレスを高めるが、これは従来のテロの影響とそれほど違いはないと示されている。研究者は怒りよりも高いストレスを生じさせ、その反応は攻撃の致死性には因らないと指摘した。

### 主な社会インフラへの攻撃例
- 2015年と2016年の各12月、ウクライナの首都キエフで正確に1年後に起きた停電がサイバー攻撃であるとサイバーセキュリティ会社のInformationSystems Security Partners（ISSP）は報告した[27]。

- 2021年、アメリカ合衆国フロリダ州オールズマー市の浄水場のシステムに何者かが不正侵入、水道水に加える水酸化ナトリウムの濃度を100倍以上に高める操作を行う事件が発生した。管理者が不正アクセスを発見して、速やかに正常値へ戻したことから市民への被害はなかったが、発見が遅れれば数千人に健康被害が出かねない事態であった[28]。

- 2021年、ニューヨークを含む東海岸が使用する燃料の45％を支えるパイプライン輸送を管理する会社コロニアル・パイプライン（英語版）のシステムがハッキングされた（コロニアル・パイプラインへのサイバー攻撃（英語版））。この事件で、東海岸の燃料が不足し、燃料価格が高騰。各州が緊急事態宣言を発令、アメリカ大統領による非常事態宣言が出された[29][30]。

## 国際的な攻撃と対応

### 条約
2016年現在、テロ活動とサイバーテロに特化した条約や主要な法的文書が18件ある
- 1963年: 航空機内で犯される犯罪行為及びその他の行為に関する条約
- 1970年: 航空機の不法な奪取の防止に関する条約
- 1971年: 民間航空の安全に対する不法行為の防止に関する条約
- 1973年: 国際的に保護される者に対する犯罪の防止及び処罰に関する条約
- 1979年: 人質行為禁止条約
- 1980年: 核物質防護条約
- 1988年: 国際民間航空空港における違法な暴力行為の防止に関する議定書
- 1988年: 大陸棚にある固定プラットフォームの安全に対する不法行為の防止に関する議定書
- 1988年: 海上航行の安全に対する不法行為の防止に関する条約
- 1989年: 民間航空の安全に対する不法行為の防止に関する条約の補足
- 1991年: プラスチック爆薬の検出目的の表示に関する条約
- 1997年: テロ爆弾行為の防止に関する国際条約
- 1999年: テロ資金供与防止国際条約
- 2005年: 海上航行の安全に対する不法行為の防止に関する条約の議定書
- 2005年: 核テロ行為の防止に関する国際条約
- 2010年: 航空機の不法な奪取の防止に関する条約の補足議定書
- 2010年: 国際民間航空に関する不法行為の防止に関する条約
- 2014年: 航空機内で犯される犯罪及び特定の行為に関する条約を改正する議定書[31]

### サイバー攻撃の動機
サイバー攻撃の動機は多種多様だが、そのほとんどは金銭的な理由である。しかし、ハッカーが政治的動機を強めているという証拠が増加している。サイバーテロリストは、政府がインターネットに依存していることを認識しており、その結果、これを悪用する。たとえば、モハメッド・ビン・アフマド・アス・サリムの「ジハードに参加し奉仕する39の方法」という記事では、電子ジハードがアメリカのウェブサイトや、反ジハード、モダニスト、世俗主義的とみなされるその他のリソースを標的としたハッキングを通じて、西側諸国を混乱させる可能性があることが論じられている(Denning, 2010; Leyden, 2007).。
サイバー攻撃の多くは金銭目的ではなく、異なるイデオロギー的信念や、企業や個人に対する個人的な復讐や怒りを抱くために行われる。従業員は、会社から不当な扱いを受けたり、不当に解雇されたりした場合、会社に復讐心を抱くとされる。
サイバー犯罪者の他の動機として:
- 政治的目標
- 企業間競争
- 国家間のサイバー戦争
- 金銭

政治的目標は、サイバー攻撃者が候補者に満足していないことや、特定の候補者が選挙に勝つことを望んでいることから、サイバー攻撃者が選挙投票を操作して自分の支持する候補者が勝つように動機付ける可能性がある。
2つの企業間の競争もサイバー攻撃を引き起こすとされる。一方の企業が、ライバル企業のセキュリティをテストしたいという理由で、ハッカーを雇い、企業を攻撃する可能性が理由である。これは企業にとっても利益になる。なぜなら、競合他社の顧客は、サイバー攻撃に簡単に遭うので、その企業は安全ではないと考えざるを得なくなり、個人の認証情報が漏洩されることを望まないからである。
サイバー戦争は、互いに戦っている国々の動機となる。これは主に、敵国の中核システムやデータ、その他の脆弱な情報を侵害して、敵国を弱体化させるために使用される。
攻撃者は様々な方法で被害者に連絡し、金銭を要求、見返りとしてデータを安全に保管できるため、金銭がランサムウェア、フィッシング、データ盗難などのサイバー攻撃の動機となっている。

### 国際機関
国連にはサイバーテロ対策に取り組む機関がいくつかあり、国連反テロリズムセンター、国連薬物犯罪事務所、国連軍縮部、国連軍縮研究所、国連地域間犯罪司法研究所、国際電気通信連合などがある。ユーロポールとインターポールもこの分野に特化していることで知られている。
ユーロポールとインターポールはどちらもサイバーテロ対策に注力しており、多様な作戦をもって毎年合同サイバー犯罪会議を主催している。どちらもサイバー犯罪と対処するが、両機関の活動は異なる。ユーロポールはEU内でのサイバー犯罪者に対する国境を越えた作戦を準備し、調整するが、インターポールは法執行を支援し、世界中のサイバー犯罪者に対する作戦を調整する。

### エストニアとNATO
2007年のエストニアへのサイバー攻撃を参照
エストニアは、2007年4月に大規模なDoS攻撃の標的とされ、最終的にオフラインになり、インターネット接続に依存するサービスが利用出来なくなった。オンラインバンキングや携帯電話ネットワークから政府サービスや医療情報へのアクセスまで、エストニアのあらゆるインフラが一時的に使用不能になった。深刻な混乱が起き、攻撃の性質とその目的について大きな懸念が寄せられた。
このサイバー攻撃は、首都タリンの中心地から第二次世界大戦時代のソ連兵の銅像が撤去されたことに対する紛争が原因で起きた。ロシアとの武力紛争中のジョージアも2008年8月に、電子インフラに対する継続的で組織的攻撃を受けた。どちらの事件も状況証拠からロシアによる組織的な攻撃があったことが示唆されるが、攻撃の帰属は難しい。2カ国ともサイバー攻撃に関与したとしてモスクワを非難しているが、法的責任を立証が不十分である。
2004年にエストニアはNATOに加盟し、NATOは加盟国の攻撃への対応を注意深く監視することになった。また、攻撃のエスカレーションと、エストニア国境を越えて他のNATO加盟国に連鎖的な影響を懸念していた。2008年、NATOは攻撃の直接的結果として、NATOサイバー防衛協力センターをタリンに開設し、サイバー戦争に関する研究と訓練を行った。
エストニアでの攻撃によって起きた混乱は、各国が情報技術に依存していることを世界に示した。この依存は各国が将来のサイバー攻撃やテロに対して脆弱になるとされる。
エストニアへのサイバー攻撃とその国への影響
- エストニアの銀行や政府サービスのオンラインサービスは、制御不能な高レベルのインターネットトラフィックによって停止
- メディアがダウンし、放送局はサイバー攻撃のニュースを報道ができなかった
- 一部サービスは攻撃を22日間受け、他のオンラインサービスは完全に停止
- 首都では暴動と略奪が48時間続いた
- これはエストニアと全世界にとってサイバー防衛の重要性を警告するものとなった

世界中でサイバー攻撃が増加し続ける中、各国は2007年のエストニアへの攻撃を、今後のサイバー攻撃やテロとの戦い方を示す例としている。この攻撃の結果、エストニアは現在、サイバー防衛とその安全性において最上国の一つとなり、首都タリンにはNATOのサイバー防衛拠点がある。エストニア政府は、サイバー防衛プロトコルと国家サイバーセキュリティ戦略の更新を維持している。タリンにあるNATOの協力的サイバー防衛センターは、エストニアだけでなく同盟国を支援するために、サイバーセキュリティに関する研究とトレーニングも行っている。

### 主な社会インフラへの攻撃例
- 2015年と2016年の各12月、ウクライナの首都キエフで正確に1年後に起きた停電がサイバー攻撃であるとサイバーセキュリティ会社のInformationSystems Security Partners（ISSP）は報告した[27]。

- 2021年、アメリカ合衆国フロリダ州オールズマー市の浄水場のシステムに何者かが不正侵入、水道水に加える水酸化ナトリウムの濃度を100倍以上に高める操作を行う事件が発生した。管理者が不正アクセスを発見して、速やかに正常値へ戻したことから市民への被害はなかったが、発見が遅れれば数千人に健康被害が出かねない事態であった[40]。

- 2021年、ニューヨークを含む東海岸が使用する燃料の45％を支えるパイプライン輸送を管理する会社コロニアル・パイプライン（英語版）のシステムがハッキングされた（コロニアル・パイプラインへのサイバー攻撃（英語版））。この事件で、東海岸の燃料が不足し、燃料価格が高騰。各州が緊急事態宣言を発令、アメリカ大統領による非常事態宣言が出された[41][42]。

### 中華人民共和国

#### 中国人民解放軍陸水信号部隊によるサイバー攻撃
中国人民解放軍の海南島基地の陸水信号部隊が、アメリカや日本の省庁などへ不正にアクセスしていることが判明している。2010年7月6日に、アメリカの調査機関メディアス・リサーチは、「中国・サイバー・スパイとアメリカの国家安全保障」を発表、同報告書のなかで、2009年から2010年にかけてアメリカ政府・軍機関や民間企業に対して頻発したサイバー攻撃の発信源は中国人民解放軍海南島基地の陸水信号部隊（隊員数は約1100人）であるとした。IPアドレスをはじめ、各種データの分析より分析され、発信源は「海南テレコム」と認定されたが、この海南テレコムは事実上、陸水信号部隊と同一である。サイバー攻撃の標的はアメリカや台湾の軍事関連施設、チベット関連施設であった。また同報告書は、陸水信号部隊は中国人民解放軍総参謀部第3部の指揮下で育成されたサイバー戦争用部隊とした。
中国国防省は2011年5月にオンライン防衛部隊の存在を認めた。およそ30名のインターネット専門家で構成される、「サイバーブルーチーム」あるいは「ブルーアーミー」は、サイバー防衛に従事していると公式に主張しているが、この部隊が外国政府の安全なオンラインシステムに侵入を目的に活動しているとされる。中国の指導部はサイバー防衛、量子コンピューティング、人工知能の基盤に投資を続けてきた。サイバー防衛の強化図るため、中国兵39人が選出された。国防部の報道官のGeng Yanshengは、インターネット保護が現在弱いからと説明した。同人物はこの計画はサイバー防衛の改善を支援するため、暫定的であるだけと主張した。

### インド
"ホワイトカラージハード主義者"とも呼ばれるサイバーテロリストに対抗するため、インドの警察は、インターネットを巡回し、サイバーテロリストの容疑者を政府に通報するボランティアとして民間人を登録している。これらのボランティアは、「違法コンテンツ報告者」、「サイバー意識促進者」、「サイバー専門家」の3つのカテゴリーに分類されている。2021年8月、警察は、人々に恐怖を与えるために警官、ジャーナリスト、社会活動家、弁護士、政治関係者の暗殺リストを作成していたホワイトカラージハード主義者の容疑者5人を逮捕した。ホワイトカラージハード主義者は、他の国では匿名で安全を保っているが、「計り知れない」被害と洗脳を与えることから、「最悪の種類のテロリスト」と見なされている。
インドでは、サイバーセキュリティ専門家の需要が2021年に100％以上増加し、2024年までに200％増加すると予想される。
2020年、インド企業の 82% がランサムウェア攻撃を受けた。インドでランサムウェア攻撃からの回復にかかるコストは、2020年の110万ドルから2021年には338 万ドルに増加した。インドは、ランサムウェア攻撃の被害国30ヵ国中、トップに位置する。
マハラシュトラ州の電力網にサイバー攻撃が発生し、停電が発生した。これは2020年10月に発生し、当局は中国が背後にいると考えている。。
COVID-19の検査を受けた何千人もの患者の生年月日や氏名などの重要な情報が漏洩した。この情報はGoogleでアクセス可能になっており、政府のウェブサイトからも漏洩した。求人ポータルIIMjobsが攻撃を受け、求職中の140万人の情報が漏洩した。漏洩した情報はユーザーの所在地や氏名、電話番号などかなり広範囲に及んだ。2021年2月にはインド警察職員50万人の情報がフォーラムで販売された。情報には多くの個人情報が含まれていた。このデータは2019年12月に行われた警察の試験のものだ。。

### 大韓民国
2008年4月に米国産牛肉の輸入緩和が合意されたことを機に、牛海綿状脳症（BSE）に対する不安から根拠のない噂（BSE怪談）がインターネット上で広がり、不満が李明博政権に向けて吐き出され、ついには大規模なデモに発展している。
デモの主張は米国産牛肉の輸入問題から多岐に渡る不満が複合している。攻撃対象は政党から警察、テレビ局や民間企業まで及ぶ。
2008年6月1日、大韓民国の与党ハンナラ党のウェブサイトがクラッキングされた。トップページにネコの写真が掲載され、李明博大統領を侮辱する文章などがハンナラ党政策委員会名義で数回掲載された。ハッキング者は「猫ハッカー」と呼ばれ、ネチズン達から市民まで猛烈な支持を得た。6月3日、警察庁サイバーテロ対応センターは「猫ハッカー」を検挙したと発表した。犯人は37歳男性、プログラマー歴8年というベテランで、「国民が（米国からの）牛肉輸入に反対しているのにもかかわらず、それを強行しようとする政府方針に対して不満を持った」と説明したという。
2008年6月2日、ソウル地方警察庁第1機動隊のウェブサイトがクラッキングされた。トップページにホッキョクグマの写真が掲載され、「た、叩いたら、い、痛いよ」という一文が表示された。警察では、ろうそく集会（デモ）で衝突した際、暴力で鎮圧したことに対する抗議と見ている。
同日、韓国マクドナルドのウェブサイトがハッキングされた。アダルトサイトへ自動的にリンクされていた。インターネット上で、「マクドナルドは生後30カ月以上の米国産牛肉を使う」という噂が流布したのと同時に発生したことから、腹いせによるクラッキング行為という見方も出ている。
2016年デロイトアジア太平洋防衛展望によると、韓国の「サイバーリスクスコア」は1,000点満点中884点であり、韓国はアジア太平洋地域で最もサイバー攻撃に対して脆弱な国であることが判明した。韓国の高速インターネットと最先端技術を考慮すると、同国のサイバーセキュリティインフラは比較的脆弱である。2013年の韓国へのサイバー攻撃は韓国経済に多大な損害を与えた。この攻撃は2つの銀行のシステムと3つのテレビ局のコンピュータネットワークに損害を与えた。この事件は大きな打撃となり、攻撃者は特定されなかった。朝鮮民主主義人民共和国によるものと推測された。その前の週に同国はアメリカと韓国が2日にわたり自国のインターネットを遮断したと非難した。2017年には、民間企業やユーザーがランサムウェア攻撃を受け、個人情報が漏洩するなどの被害が出た。また、朝鮮民主主義人民共和国によるサイバー攻撃により、韓国の国家安全保障が危険にさらされた
これを受け、韓国政府の対策は、国家情報院の情報セキュリティセンターを保護としている。現在、「サイバーセキュリティ」は韓国国家情報院の主要目標の1つである。韓国は2013年以来、国家サイバーセキュリティに関する政策を策定し、潜在的な脅威に関する高度な調査を通じてサイバー危機の防止に努めてきた。一方、韓国はいわゆる「ハイパーコネクテッド社会」にすでに突入しているため、学者らはサイバー攻撃に対する国民の意識向上を強調している。
朝鮮民主主義人民共和国のサイバー戦争は驚くほど効率的で、国家が支援するハッカーの中でも最高とされる。ハッカーに選ばれる者は若いうちに選ばれ、サイバー戦争の専門訓練を受け、ATMからお金を盗む訓練を受けるが、報告されるほどではない。同国はゼロデイ攻撃に長ける。同国はハッキングしたい相手なら誰でもハッキングする。企業や政府機関から秘密を盗み、金融システムからお金を盗んでハッキング活動の資金にする。

### パキスタン
パキスタン政府はまた、サイバーテロや過激派プロパガンダの脅威を抑制するための措置も講じNational Counter Terrorism Authority (Nacta)、この問題のために、パキスタンのさまざまなNGOや他のサイバーセキュリティ組織と共同プログラムに取り組んでいる。Surf Safe Pakistanはその一例で、パキスタンの人々は、Surf Safe Pakistan ポータルで過激派やテロリストに関連するコンテンツをオンラインで報告できる。国家テロ対策機関（NACTA）は、Surf Safe キャンペーンにおいて連邦政府のリーダーシップを発揮している。

### ウクライナ
一連の2017年のウクライナへのサイバー攻撃は2017年6月27日に始まり、銀行、省庁、新聞社、電力会社を含むウクライナの組織のウェブサイトが攻撃を受けた。

### アメリカ合衆国
アメリカ合衆国国防総省（DoD）はアメリカ戦略軍にサイバーテロ対策の任務を課した。それはJTF－GNO統合任務部隊 - グローバル ネットワーク作戦を通じて達成される。国防総省の世界情報グリッドの防衛においてアメリカ戦略軍を支援する運用区分である。これは、国防総省の戦闘コマンド、サービス、機関が使用するすべての国防総省のコンピューター、ネットワーク、システムの運用に作戦機能を統合することによって実行される。
2006年11月2日、空軍長官は、サイバー空間におけるアメリカの利益を監視、防衛を任務とする、空軍の最新のMAJCOMである空軍サイバー軍団の創設を発表した。しかし、この計画は第24空軍の創設に変更され、2009年8月に活動を開始し、計画中のアメリカサイバー軍の一部となる予定であった。
2009年12月22日、ホワイトハウスはハッカー撃退のために政府、軍、諜報活動の調整役としてコンピュータセキュリティの責任者にハワード・シュミットを任命した。彼は2012年5月に職を退いた。マイケル・ダニエルは同週にホワイトハウスのサイバーセキュリティ調整官に任命され、そしてオバマ政権の2期目もその職に就いた。
2016年後半、2016年アメリカ合衆国大統領選挙にロシア連邦軍参謀本部情報総局のハッカー集団がサイバーテロの形で介入し、ドナルド・トランプ側の選挙戦が有利になる工作が行われた疑惑が発生。2016年12月29日、オバマ政権は、サイバー攻撃を理由にロシア外交官35人を国外退去させる処分を行っている。
オバマ大統領は、サイバー関連行為に関与している疑いのある個人または団体に対してアメリカが制裁を課すことを可能にする大統領令に署名した。これらの行為は、アメリカの国家安全保障、財政問題、外交政策問題に対する潜在的な脅威であると評価された。当局は国防総省が使用するコンピューターに対する92件のサイバーテロハッキング攻撃に関与したとして男を起訴した。ネブラスカ州を拠点とするコンソーシアムは、8週間の間に400万件のハッキングの試みを逮捕した。2011年、サイバーテロ攻撃は20%増加した。
2021年5月、ジョー・バイデン大統領は、アメリカのサイバーセキュリティの向上を目指す大統領令を発表した。これは国の公共部門と民間部門を狙ったサイバーセキュリティ攻撃の増加を受けて発令された。この計画は、攻撃の特定、阻止、防御、検出、対応の能力に取り組むことで、政府のサイバー防衛力を向上が目的である。この計画には、脅威情報の共有の改善、政府のサイバーセキュリティの近代化、サイバーセキュリティ審査委員会の設立など、10のセクションが文書に記載されている。

#### 中華人民共和国からの攻撃に対するアメリカ合衆国の姿勢
2015年、アメリカ合衆国と中華人民共和国は、アメリカ企業や商業施設へのサイバー攻撃を停止することで合意した。しかし、2018年12月20日、アメリカ司法省は日本を含む12か国の45の企業・政府機関を標的にサイバー攻撃を仕掛けた疑いで、天津市国家安全局に勤務していた2人を起訴。ロッド・ローゼンスタイン司法副長官は、中国は2015年の合意に繰り返し違反しているとして非難した

## 事例
攻撃は標的から遠く離れた場所からでも実行できるため、世界中の誰でもどこでも可能である。攻撃により重要なインフラに深刻な損害が発生し、死傷者が出る可能性がある。
いくつかの攻撃は、以下の例が示すように、政治的および社会的目的の達成のために行われる。
- 1996年、白人至上主義運動に関係するとされるハッカーが、マサチューセッツ州のインターネットを一時的に無効にし、インターネットサービスプロバイダ（ISP）の記録管理システムの一部を破壊した。このISPは、世界中に人種差別的メッセージを送信されるのを阻止しようとした。ハッカーは、次のような文章を添えられた「あなた方はまだ真の電子テロリズムを目にしたことがない。約束しよう」
- 1998年、スペインの抗議者達は、何千もの偽のメールで Institute for Global Communications（IGC）を攻撃した。本来のメールはISPの利用者に配信できず、サポートラインは利用者で混雑した。抗議者たちはIGCのスタッフとメンバーのアカウントにもスパムを送信し、偽のクレジットカード注文でウェブページを混雑させ、IGCのサービスを利用している組織に対しても同じ戦術を使うと脅した。彼らは、バスク独立を支持するニューヨークの出版物であるEuskal Herria Journalのウェブサイトの管理をIGCが停止するよう要求した。ウェブページの欄に、スペインの政治と治安当局者の暗殺または軍事施設への攻撃の犯行声明を出したテロリストグループ、バスク祖国と自由に関する資料が含まれているため、IGCがテロを支援しているとの主張であった。IGCは最終的に「メール爆弾」を理由に容認し、サイトを閉鎖した。
- 1998年、テロ組織タミル・イーラム解放のトラが大量のメールを送信してスリランカ大使館を混乱させようとした。大使館は2週間にわたって1日800通のメールを受信。メッセージには「我々はインターネットブラックタイガーであり、おまえの通信を混乱させるためにこれを行っている」とあった。諜報機関は国のコンピューターシステムに対するテロリストによる最初の攻撃と見なした[74]。
- 1999年のコソボ紛争時、NATOのコンピュータは爆撃に抗議するハクティビストによる電子メール爆弾やDoS攻撃を受けた。さらに、企業、公的、学術の各機関は東欧諸国から極めて政治的でウイルスを含んだメールを受け取ったと報告されている。ウェブの改竄も頻繁にされた。ベオグラードの中国大使館が誤って爆撃された後[要出典]、中国のハクティビストは、「戦争が終わるまで攻撃は終わらない！」などのメッセージをアメリカ政府のウェブサイトに投稿した。
- 1997年12月以降、Electronic Disturbance Theater（EDT）は メキシコのサパティスタ民族解放軍を支援するため、様々なサイトに対してウェブ座り込みを行っている。指定された時間に、何千の抗議者が、ダウンロード要求を高速且つ繰り返してターゲットに送りつけるソフトウェアを使用して、ブラウザをターゲットサイトに仕向ける。EDTのソフトウェアは、動物を虐待しているとされる組織に対抗する動物愛護団体にも使用される。別のハクティビストElectrohippiesは、1999年後半にシアトルで会合した際に、WTOに反対するウェブ座り込みを行った。これらの座り込みはいずれも、効果を上げるために大衆の参加を不可欠で、テロリストよりも活動家が使用するのに適される[15]。
- 2000年に日本政府が行った調査で、1995年に地下鉄サリン事件を起こした新興宗教団体オウム真理教と関係のあるコンピュータ会社が開発したソフトウェアを使用していたことが明らかになった。政府は、防衛省を含んだ少なくとも10の政府機関と電信電話を含む80社以上の大手企業で使用されていた100種類のソフトウェアプログラムを発見した[75]。この発覚を受け、日本政府は、教団関連企業がファイアウォールを突破して機密システムや情報にアクセスし、後で起動する可能性のあるウイルスを感染させたり、コンピュータシステムや重要なデータシステムを機能不全にする悪意のあるコードを潜ませ、セキュリティを侵害した可能性があるという懸念から、教団が関係したプログラムの使用を一時停止した[76]。
- 2013年3月、ニューヨーク・タイムズは、イランが背後にいると見られるアメリカの金融機関に対するサイバー攻撃のパターンと、朝鮮民主主義人民共和国政府が発端となって韓国の金融機関に影響を与えた事件について報じた[25]。
- 2013年8月、ニューヨーク・タイムズ、Twitter、ハフィントン・ポストなどのメディア企業は、シリア政府を支持するハッカーが、多くの主要サイトアドレスを管理するオーストラリアのインターネット企業に侵入し、自社のウェブサイトの一部が制御不能になった。シリアのバッシャール・アル＝アサド大統領の政権に敵対していると見なされるメディア組織を以前にも攻撃したことがあるシリア電子軍は、一連のツイッターメッセージでTwitterとハフィントン・ポストへの犯行声明を発表した。電子記録では数時間にわたって停止した唯一のサイトであるNYTimes.comは、停止する前、シリアのグループが管理するサーバーに訪問者をリダイレクトしていた[77]。
- パキスタンサイバー軍は、パキスタン民族主義（英語版）とイスラム教の利益を代表すると主張し、特にインド、中華人民共和国、イスラエルの企業や政府機関のウェブサイトを改竄したことで知られる[78]。このグループは少なくとも2008年から活動していたと考えられ[79]、ソーシャルメディア、Facebookで特に活発に活動している。メンバーはAcerのサイトの乗っ取りの確信を主張している[80]。通信省 (インド)（英語版）下のバーラト・サンチャール・ニガム（英語版）,[81]。インド中央捜査局（英語版）、インド中央銀行（英語版）、およびケララ州政府[82][83]。
- 少年院で2年間の刑を宣告されたイギリス人ハッカーKane Gambleは、CIA長官を装い極秘情報に接触した。[84]彼はまた、当時のCIA長官ジョン・オーウェン・ブレナンや国家情報長官であったジェームズ・クラッパー（英語版）など、著名なアメリカのインテリジェンス・コミュニティー（英語版）の職員をサイバーテロした[85][86]。判事は、Gamble被告が政治的動機によるサイバーテロに係わったと述べた[87]。
- 2021年3月、ロシアと関係のあるハッカーがリトアニアの政府関係者や裁決者を標的にしたと報じられた。攻撃したとみられるサイバースパイグループAPT29は、同国のITインフラを利用してCOVID-19ワクチンの開発に携わる組織を攻撃した[88]。
- 2021年5月7日、コロニアル・パイプラインがサイバー攻撃を受け、石油の流通が遮断された。コロニアル・パイプラインは、アメリカの東海岸を流れる石油のほぼ半分（45％）を管理するパイプラインである。この攻撃によって同社はこれまでになかったパイプラインの停止を余儀なくされた。そのため、多くの人がガソリン購入にパニックになり、政府はこの攻撃が急速に拡大すると予想した[89]。最終的に、コロニアル・パイプラインは、約500万ドルに相当する暗号通貨を支払わされた。全額を支払ったにもかかわらず、システムは元通りには稼働しなかった[90]。この攻撃の容疑者はダークサイドと呼ばれるグループであった。コロニアルが支払った金はダークサイドに渡ったが、他にも関与している団体があった。現時点では、ダークサイドは活動を中止することを決定している[91]。
- 2021年5月30日、食肉加工会社JBSはランサムウェアによるサイバー攻撃を受け、工場の生産に遅れが生じた。この攻撃によってアメリカにある9つの牛肉工場すべてが閉鎖し、鶏肉や豚肉の生産に支障が生じた。また、工場の閉鎖により人員削減を余儀なくされ、肉が生産されないことで肉のコストが上昇した[92]。 最終的に、JBSは支配権を取り戻すために1,100万ドル相当の暗号通貨を支払うことになった[93]。行ったのはREvilと呼ばれるグループとされロシアを拠点とし、営利性の高いランサムウェア組織の1つでもある[94]。
- 2021年、キプロスで起きた犯罪で[95][96]、イスラエル[97]と、リトアニア[98]への攻撃は専門家によってインターネットテロとされた。匿名者が地雷を仕掛けたビジネスセンターやオフィスビルについて法執行当局にインターネットで通報した。主な標的はAffiseというギャンブル会社であった。ジョン・ボルトンは[99]、これらの事件はインターネットテロの鮮明な例である、とした。また、これらはAffise、PlayCash、およびCyberEye-25グループの所有者の間で巻き起こった金銭的対立が起因としている。専門家によると3社ともインターネット上の犯罪行為に関連して不法収入を得ていた。
- 2021年12月、少なくとも9人のアメリカ国務省職員の携帯電話がハッキングされたと報道された。9人の職員全員がiPhoneを使用していた。数か月にわたったこの正体不明の攻撃者のハッキングは、iMessageを使用して行われた。そこにはソフトウェアが添付されており、送信すると操作無しでPegasusと呼ばれるスパイウェアがインストールされる。使用されたソフトウェアは、イスラエルのスパイウェア開発会社NSO Groupによって開発、販売されていた[100]。
- 2021年12月に、少なくとも5社のアメリカの防衛、技術企業が中国を拠点とするグループによってハッキングされた。同グループは、これらの組織のソフトウェアで使用されるエクスプロイトで攻撃を掛け、数か月後にその事実が明るみになった。これらはパスワードが標的であり、プライベートな通信を傍受することも標的であった。現時点では侵害が継続しているため、被害の程度は不明である[101]。

- アノニマスは2022年のロシアによるウクライナ侵攻への対抗として、ロシアのコンピュータシステムに対して多くの攻撃を実行した。注目点は、アノニマスが2022年3月にロスコムナゾールに対してサイバー攻撃を実行したことである[102]。

## 備考
サイバー攻撃が顕著な結果をもたらしても、実施している団体の実態は杳として知れない場合が多く、団体については推測の域を出ない。政府支援によるサイバー攻撃という可能性も、実際のところは不明確な部分が大きく、当該国からのアクセスが普遍的に見られるという現象による。
サイバー攻撃がゾンビPCとも呼ばれるコンピュータウイルスに冒されたパーソナルコンピュータに端を発している可能性もある。攻撃しているコンピュータの多くは、単にコンピュータセキュリティに無関心なユーザーのパソコンである可能性も指摘されている。
一般にサイバーテロの被害は、当該PCや組織内のイントラネットの不全であり、復旧のための金銭要求などの脅迫が想定されているが、アドフラウドという様々なサイト内の広告掲出から「広告費搾取」をボットによって自動的に行い、日本だけでも年間千億円単位の被害が試算される「テロ資金搾取」の形態もある。搾取の主体には反社会的組織や国際テロ組織が推定され、この被害はその資金で賄われた武器弾薬による身体の死傷等の戦闘被害である。